# Cladosporium hordei
Cladosporium hordei är en svampart som beskrevs av Pass. 1885. Cladosporium hordei ingår i släktet Cladosporium och familjen Davidiellaceae.   Inga underarter finns listade i Catalogue of Life.